# Грирсон, Сесилия
Сесилия Грирсон (исп. Cecilia Grierson, 22 ноября 1859, Буэнос-Айрес — 10 апреля 1934, там же) — первая аргентинская женщина-врач.

## Биография
Сесилия Грирсон родилась в семье ирландки Джейн Даффи и шотландца Джона Пэрриша Робетсона Грирсона 22 ноября 1859 года в Буэнос-Айресе и была старшей из шести детей. Провела детство в сельской местности в провинции Энтре-Риос и в Монтевидео. В возрасте шести лет её отправили в Буэнос-Айреса в английскую школу, но из-за смерти отца она была вынуждена прервать обучение и вернуться домой, чтобы помогать матери растить младших братьев. Позже она устроилась на работу гувернанткой в семью знакомых, чтобы помочь своей семье ещё и финансово. В возрасте 14 лет она с матерью организовала школу, где учила сельских детей.
В следующем году Сесилия поступила в Нормальную школу для девушек в Буэнос-Айресе, которую закончила в 1878 году, получив профессию учителя. По назначению Доминго Фаустино Сармьенто она заняла должность в школе и на свои средства перевезла семью в столицу.
Болезнь и смерть близкой подруги зародили у Сесилии желание посвятить свою жизнь медицине. В то время в Аргентине ни одна женщина ещё не получала диплом доктора медицины, хотя формально правила университетов не запрещали обучение женщин на этой специальности. В 1883 году Грирсон поступила на Факультет медицинских наук Университета Буэнос-Айреса. Во время учёбы она получила работу ассистента в Лаборатории гистологии, которую исполняла безвозмездно.
В 1886 году в Буэнос-Айресе вспыхнула эпидемия холеры, и Сесилию Грирсон вместе с другими студентами-медиками направили ухаживать за больными. Изнурительный труд побудил Сесилии задуматься о необходимости обучения медсестёр.
Сесилия Грирсон работала интерном в Университетской больнице в Буэнос-Айресе, а с 1888 года — младшим практикантом в Женской больнице. Её дипломная работа «Гистеро- и овариоэктомии, проведённые в Женской больнице с 1883 по 1886», была защищена 2 июля 1889 года.
Получив диплом, Грирсон стала работать в Больнице Сан-Роке акушером-гинекологом, тем не менее ей не позволяли проводить хирургические операции, хотя она имела соответствующее образование. Одновременно она стала давать уроки анатомии в Академии художеств.
В 1890 году Грирсон основала первую в Латинской Америке школу медсестёр, для которой составила план обучения и где установила ношения униформы для медсестёр, которая впоследствии распространилась по большинству латиноамериканских стран. Она оставалась директором Школы медсестёр более 20 лет — до 1913 года.
В 1891 году Сесилия Грирсон стала одной из основательниц Медицинской ассоциации Аргентины. В 1892 году она основала Аргентинское сообщество первой помощи, которое позже слилось с Красным крестом. Грирсон также выступила с инициативой создания центров первой помощи в сельской местности и школ для детей с нарушениями развития.
В 1892 году она была в команде хирургов, которые провели первое кесарево сечение в Аргентине.
С 1892 по 1899 годы Грирсон была членом Национального совета образования. Она была отправлена в Европу перенимать передовой опыт в области профессионального образования и вернулась с новыми учебными планами.
1894 года Сесилия Грирсон подала заявку на должность преподавателя кафедры акушерства в университете, но ей отказали, мотивируя это тем, что она женщина.
В 1899 году Грирсон принимала участие в Международном женском конгрессе в Лондоне, а в следующем году выступила одной из основательниц Национального женского совета в Аргентине. Она была активной участницей движения за права женщин в Аргентине, в частности, отстаивала право на образование, избирательное право, право на декретный отпуск, была членом Социалистической партии. Также она опубликовала исследование действующего на то время Гражданского кодекса, согласно которому замужняя женщина имела права, аналогичные правам малолетнего ребёнка. Это исследование стало основой реформы 1926 года, которая предоставила женщинам больше прав.
В 1901 году Грирсон основала Национальную ассоциацию акушерства и журнал, чтобы распространять научные знания среди повитух, которые в то время обычно не имели медицинского образования. В 1904 году он начинает читать курс «Медицинская гимнастика и кинезитерапия» на факультете медицины, получив должность на кафедре медицинской физики.
В 1902 году Сесилия Грирсон основала Школу домашней экономии, а также продвигала образование для детей дошкольного возраста, слепых, глухонемых и инвалидов.
В 1916 году Грирсон вышла на пенсию и оставила преподавательскую деятельность. Тем не менее, в 1927 году правительство снова послало её в Европу перенимать опыт развитых стран в области образования. Тогда же она посетила Первый международный конгресс евгеники в Лондоне.
В 1924 году Сесилия стала членом ассоциации «Птицы Аргентины» и уделяла много внимания сохранению птиц и природы.
Сесилия Грирсон никогда не была замужем и не имела детей. Незадолго до смерти она перебралась в городок Лос-Кокос в провинции Кордова. Умерла 10 апреля 1934 года в Буэнос-Айресе. Похоронена на Британском кладбище Буэнос-Айреса (секция кладбища Ла-Чакарита).

## Произведения
- 1889 — Гистеро-и овариоэктомии, проведенные в Женской больнице с 1883 по 1886 (исп. Histero-ovariotomías efectuada en el Hospital de Mujeres desde 1883 a 1886)
- 1897 — Практический массаж (исп. Masaje Práctico)
- 1899 — Образование для женщины (исп. Educación para la mujer)
- 1909 — Первая помощь в случае несчастного случая и неожиданных недомоганий (исп. Primeros auxilios en el caso de accidente e indisposiciones repentinas)
- 1910 — Обучение слепого и уход за больным (исп. La educación del ciego y cuidado del enfermo)
- 1912 — Руководство медсестры (исп. Guía de la enfermera)
- 1912 — Уход за больными (исп. Cuidado de enfermos)
- 1925 — Колония в Монте-Гранде. Первая и единственная шотландская колония в Аргентине (исп. Colonia de Monte Grande. Primera y единый colonia formada por escoceses en Argentina)

## Признание
При жизни Сесилия Грирсон получила большое количество наград в области образования и медицины в Аргентине.
В нескольких аргентинских городах есть улицы, названные именем Сесилии Грирсон. В частности указом № 49668 от 1995 года её имя носит улица, которая является пределом буэнос-айресcких районов Пуэрто-Мадеро и Ретиро. Также улица Сесилии Грирсон есть в городе Лос-Кокос, где она прожила последние годы. В 1980 году указом N° 35.659-1980, BM N° 16.252 была создана площадь Сесилии Грирсон в районе Сан-Тельмо. В 1991 году площадь была захвачена бездомными, которые начали там жить и только в 2015 году была открыта вновь.
Именем Сесилии Грирсон названо несколько учебных заведений, в частности Национальная школа медсестер, средняя школа № 13 в округе Морено, школа № 502 города Тандиль, детский сад в городе Кито (Эквадор). Также её именем названа больница в городе Герника.
Портрет Сесилии Грирсон висит в Салоне аргентинских женщин в президентском дворце Каса-Росада как одной из самых выдающихся женщин в истории Аргентины.
Почта Аргентины выпустила марки в её честь.
22 ноября 2016 года Гугл посвятил дудл 157-й годовщине со дня рождения Сесилии Грирсон.
В 2016 году был создан научный архив имени Сесилии Грирсон, куда вошли все научные труды, созданные за время существования Аргентины как государства.